# Kokoro Kageura
Kokoro Kageura (影浦 心, Kageura Kokoro), né le 6 décembre 1995, est un judoka japonais.
Le 9 février 2020, le médaillé d'or par équipes aux championnats du monde de judo 2019, médaillé de bronze au Masters 2019 de Qingdao et no 2 japonais met fin, au troisième tour du Paris Grand Slam, à la série d'invincibilité du judoka français Teddy Riner qui avait remporté 154 victoires consécutivement.

## Palmarès

### Compétitions internationales
| Année | Compétition           | Lieu         | Résultat | Catégorie         |
| ----- | --------------------- | ------------ | -------- | ----------------- |
| 2016  | Championnats d'Asie   | Tachkent     | 1er      | Plus de 100 kg    |
| 2017  | Universiades          | Taipei       | 1er      | Plus de 100 kg    |
| 2017  | Championnats du monde | Marrakech    | 5e       | Catégorie Open    |
| 2018  | Jeux asiatiques       | Jakarta      | 1er      | Épreuve mixte     |
| 2019  | Championnats du monde | Tokyo        | 1er      | Par équipes mixte |
| 2021  | Championnats du monde | Budapest     | 1er      | Plus de 100 kg    |
| 2021  | Championnats du monde | Budapest     | 1er      | Par équipes mixte |
| 2022  | Championnats d'Asie   | Nour-Soultan | 1er      | Plus de 100 kg    |
| 2023  | Championnats du monde | Doha         | 1er      | Par équipes mixte |

### Masters mondial, Tournois Grand Chelem et Grand Prix
| Année | Compétition     | Lieu       | Résultat | Catégorie      |
| ----- | --------------- | ---------- | -------- | -------------- |
| 2016  | Grand Chelem    | Tokyo      | 2e       | Plus de 100 kg |
| 2017  | Grand Prix      | Düsseldorf | 1er      | Plus de 100 kg |
| 2017  | Grand Chelem    | Tokyo      | 3e       | Plus de 100 kg |
| 2018  | Grand Chelem    | Paris      | 1er      | Plus de 100 kg |
| 2018  | Grand Prix      | Budapest   | 1er      | Plus de 100 kg |
| 2018  | Grand Chelem    | Osaka      | 3e       | Plus de 100 kg |
| 2018  | Masters mondial | Guangzhou  | 5e       | Plus de 100 kg |
| 2019  | Grand Chelem    | Paris      | 3e       | Plus de 100 kg |
| 2019  | Grand Prix      | Budapest   | 2e       | Plus de 100 kg |
| 2019  | Grand Chelem    | Osaka      | 3e       | Plus de 100 kg |
| 2019  | Masters mondial | Qingdao    | 3e       | Plus de 100 kg |
| 2020  | Grand Chelem    | Paris      | 2e       | Plus de 100 kg |
| 2021  | Grand Chelem    | Tachkent   | 1er      | Plus de 100 kg |
| 2022  | Grand Chelem    | Paris      | 3e       | Plus de 100 kg |
| 2022  | Grand Chelem    | Tokyo      | 2e       | Plus de 100 kg |
| 2022  | Masters mondial | Jérusalem  | 3e       | Plus de 100 kg |
| 2024  | Grand Chelem    | Tachkent   | 3e       | Plus de 100 kg |